# روبرت لي (طبيب أسنان)
روبرت لي (بالإنجليزية: Robert Lee)‏ هو طبيب أسنان غاني، ولد في 13 مايو 1920 في سامرفيل في الولايات المتحدة، وتوفي في 5 يوليو 2010 في Labone, Accra ‏.